# Moraguesia champenoisi
Moraguesia champenoisi är en skalbaggsart som beskrevs av Roger Paul Dechambre 2008. Moraguesia champenoisi ingår i släktet Moraguesia och familjen Dynastidae. Inga underarter finns listade i Catalogue of Life.